# Ивановка (Бердянский район)
Ивановка (укр. Іванівка) — село,
Андреевский поселковый совет,
Бердянский район,
Запорожская область,
Украина.
Код КОАТУУ — 2320655202. Население по переписи 2001 года составляло 150 человек.

## Географическое положение
Село Ивановка находится на берегу реки Кильтичия,
выше по течению на расстоянии в 2,5 км расположено село Успеновка,
ниже по течению на расстоянии в 2 км расположено село Софиевка.
Рядом проходит автомобильная дорога Т-0815.

## Происхождение названия
На территории Украины 123 населённых пункта с названием Ивановка.

## История
- 1923 — дата основания.